# Ballekere, Shrirangapattana
Ballekere là một làng thuộc tehsil Shrirangapattana, huyện Mandya, bang Karnataka, Ấn Độ.